# Ел Капулин, Ла Меса (Апан)
Ел Капулин, Ла Меса (шп. El Capulín, La Mesa) насеље је у Мексику у савезној држави Идалго у општини Апан. Насеље се налази на надморској висини од 2565 м.

## Становништво
Према подацима из 2010. године у насељу су живела 4 становника.

### Хронологија
| Година       | 2005       | 2010 |
| ------------ | ---------- | ---- |
| Становништво | 10 (7 / 3) | 4    |

### Попис
| # | Индикатор                     | Вредност |
| - | ----------------------------- | -------- |
| 1 | Укупно домаћинстава           | 1        |
| 2 | Укупно насељених домаћинстава | 1        |
| 3 | Величина локације             | 1        |